# Xandrames xanthomelanaria
Xandrames xanthomelanaria là một loài bướm đêm trong họ Geometridae.